# Maurice Gross
Ne doit pas être confondu avec Gaston Gross.
Pour les articles homonymes, voir Gross.
Maurice Gross, né le 21 juillet 1934 à Sedan et décédé le 8 décembre 2001 à Ennery, est un linguiste français, qui a développé à partir de la fin des années 1960 le lexique-grammaire, une méthode et une pratique effective de description formelle des langues,,. 

## Biographie et apports
Maurice Gross travaille à la traduction automatique à l'École polytechnique (X55) sans aucune formation préalable en linguistique, et entre ainsi en 1961 comme boursier à Harvard, ce qui lui permet de fréquenter le MIT et de faire la connaissance de Noam Chomsky et de Marcel-Paul Schützenberger,. De retour en France, il fait de la recherche en informatique au CNRS. 
En 1964, il repart aux États-Unis, cette fois à l'Université de Pennsylvanie à l'invitation de Zellig Harris, avec qui il va collaborer pendant deux ans, et qu'il considèrera par la suite comme son mentor en matière de linguistique. En 1967, à la Sorbonne, il soutient sa thèse de troisième cycle intitulée L'Analyse formelle comparée des complétives en français et en anglais et va enseigner en faculté à Aix-en-Provence, où il connait Jean Stéfanini (de). 
En 1969, il soutient sa thèse de doctorat d'État intitulée Lexique des constructions complétives (Université Paris 7), publiée sous le titre Méthodes en syntaxe (Paris : Hermann, 1975), et est élu professeur à l'Université de Vincennes (future Paris VIII), puis en 1975 à l'Université de Paris VII. Il fonde en 1968 le Laboratoire d'Automatique Documentaire et Linguistique  (LADL, au CNRS), et en 1977, la revue Lingvisticae Investigationes. Il donne la priorité à des principes de rigueur méthodologique : respect des faits, observation empirique, recensement exhaustif, reproductibilité des expériences,. Avec son laboratoire, il décrit systématiquement les phrases simples du français, réalisant un dictionnaire fondé sur la syntaxe,, qui met en évidence les propriétés saillantes des mots afin de faciliter leur analyse syntaxique et leur étiquetage grammatical, et qui constitue ainsi un classement raisonné et détaillé de la plupart des unités linguistiques du français,. En effet, avant que la grammaire générative n'adopte le principe de projection ou le critère thématique (en), Maurice Gross décide de considérer systématiquement comme interdépendantes les entrées lexicales et les règles grammaticales (d'où le nom de lexique-grammaire donné à la méthode employée et au résultat obtenu). Ses élèves vérifient cette hypothèse de travail sur des langues typologiquement variées : langues romanes et germaniques, grec moderne, coréen, arabe, malgache...
À partir des années 1980, le LADL multiplie les dépouillements informatisés,
produisant des dictionnaires morpho-syntaxiques du français, appelés "dictionnaires électroniques". En parallèle, Maurice Gross, pour qui le modèle de compétence du langage est celui des automates finis, développe la notion de grammaire locale. Les grammaires locales, constituées d'automates finis et couplées aux dictionnaires morpho-syntaxiques, permettent l'analyse automatique de textes,.
Plusieurs implémentations logicielles du formalisme des grammaires locales ont été proposées, entre elles, Intex et NooJ développées par Max Silberztein ainsi que Unitex/GramLab conçue par le Laboratoire d'Informatique Gaspard-Monge
À la même époque, Maurice Gross travaille sur des problèmes alors négligés par la tradition linguistique, mais qu'il juge au contraire fondamentaux, notamment l'ambiguïté lexicale, les expressions idiomatiques et collocations, les constructions à verbe support (it). Ainsi, il découvre en 1976 la "double analyse", propriété de certaines constructions à verbe support. Il recense systématiquement les expressions figées,. Les recherches assistées par ordinateur menées par Gross sur de grandes quantités de matériau linguistique débouchent sur une image de la langue comme un instrument plus fortement contraint idiomatiquement que librement manipulable, et elles sont compatibles avec la déclaration de John McHardy Sinclair (1933-2007) sur la prédominance de l'Idiom principle (phraséologie) sur l'Open Choice Principle (combinatoire libre). Gross décrit le discours comme lexique-grammaire, comme une grammaire dont la formalisation échoue à moins qu'elle ne prenne en compte sa dépendance au lexique. Qui veut décrire complètement la langue doit donc recueillir d'énormes quantités de combinaisons codées.
Les faits recensés dans les dictionnaires et grammaires qui résultent de ce recensement sont essentiels pour le traitement automatique du langage naturel et plus particulièrement pour le traitement linguistique profond (en).
Maurice Gross  meurt d'un cancer en quelques mois, à Ennery. On compte parmi ses disciples : Anne Abeillé, Jean-Paul Boons, Hong Chai-song, Laurence Danlos, Bertrand du Castel (en), Annibale Elia, Cédrick Fairon, Gilles Fauconnier, Joëlle Gardes, Alain Guillet, Nam Jee-sun, Tita Kyriacopoulou, Éric Laporte, Christian Leclère, Denis Maurel, Mehryar Mohri (en), Claude Muller, Takuya Nakamura, Elisabete Ranchhod, Emmanuel Roche, Morris Salkoff, Jean Senellart, Max Silberztein, Jean-Pierre Sueur, Cheng Ting-au...

## Œuvres
Sélection d'ouvrages de Maurice Gross (une bibliographie complète est disponible sur le site de l’Université Marne-la-Vallée) :
- 1970 (avec André Lentin) Notions sur les grammaires formelles. Paris : Gauthier-Villars. [présentation en ligne].
- 1975 Méthodes en syntaxe. Le régime des constructions complétives. Paris : Hermann. [présentation en ligne].
- 1981 « Les bases empiriques de la notion de prédicat sémantique », dans Alain Guillet et Christian Leclère (direction), Formes syntaxiques et prédicats sémantiques, coll. « Langages » (no 63), 15e année (DOI 10.3406/lgge.1981.1875, lire en ligne), p. 7-52
- 1994 « Constructing Lexicon-Grammars », dans Beryl T. Sue Atkins et Antonio Zampolli, Computational Approaches to the Lexicon, Oxford University Press (présentation en ligne), p. 213-263
- 1997 « The Construction of Local Grammars », dans Emmanuel Roche et Yves Schabes, Finite-State Language Processing, The MIT Press (lire en ligne), p. 329-352